# Dragmacidon debitusae
Dragmacidon debitusae är en svampdjursart som först beskrevs av Hooper och Claude Lévi 1993.  Dragmacidon debitusae ingår i släktet Dragmacidon och familjen Axinellidae.
Artens utbredningsområde är Nya Kaledonien. Inga underarter finns listade i Catalogue of Life.